# Ionisation chimique à pression atmosphérique (APCI)

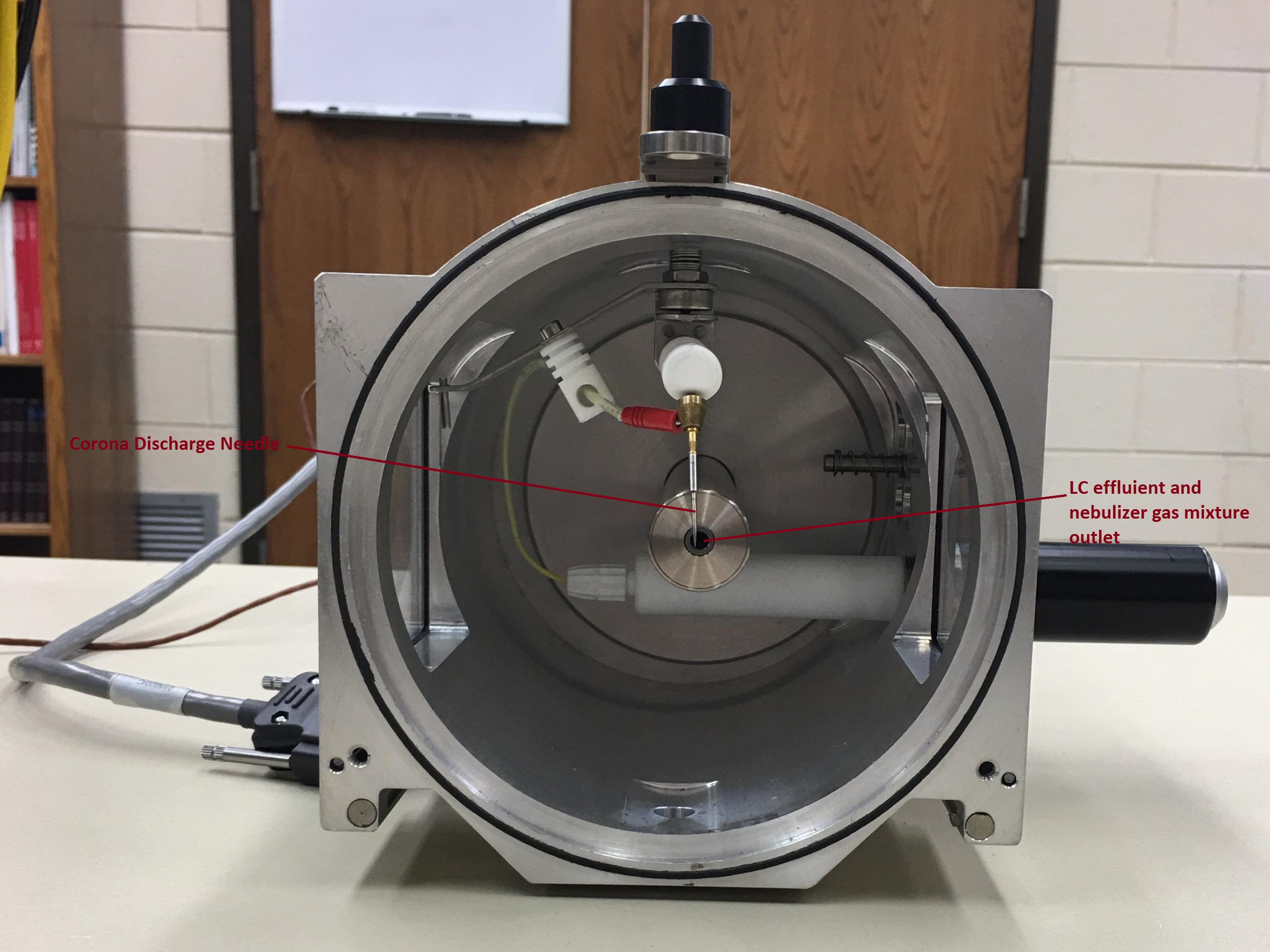
Section transversale de la chambre d'ionisation chimique à pression atmosphérique

L'ionisation chimique à pression atmosphérique ou APCI (pour Atmospheric Pressure Chemical Ionization) est une technique d’ionisation dans la phase gazeuse, basée sur le transfert d’espèces chargées d’un ion réactif à une molécule d’analyte,.
Elle est utilisée comme méthode d'ionisation pour la spectrométrie de masse, préférentiellement couplée à une chromatographie en phase liquide.

## Histoire
La première source APCI a été développée dans les années 1970 par Horning et al.. Cette source utilisait une lame de 63Ni comme source d’électrons pour accomplir l’ionisation, mais une électrode à décharge couronne a été préférée par la suite. L'APCI est une technique d’ionisation dite « douce », mais contrairement à l'électrospray, elle donne généralement lieu à un certain degré de fragmentation qui est utile pour la caractérisation structurale.

## Fonctionnement
La source APCI utilise un nébuliseur pneumatique à azote pour former un aérosol à l’intérieur d’une chambre (le vaporiseur) chauffée à des températures élevées (entre 350 °C et 500 °C). Dans le vaporiseur, l’effluent de la colonne de chromatographie (solvants+analytes) est évaporé et se mélange avec le gaz nébuliseur (ou gaz de transport) pour amener les analytes vers l’électrode à décharge couronne constituée d’une aiguille et d’une chambre de nébulisation qui sert de contre-électrode. Une différence de potentiel élevée (entre ±3 et ±6 kV) est appliquée sur cette électrode, provoquant une décharge couronne (décharge électrique lumineuse) de ~2-3 μA. Cette décharge est une source constante d’électrons pour le processus d’ionisation en APCI : elle ionise l’air ambiant et crée un plasma, i.e. un gaz ionisé, autour de la pointe de l’aiguille. Les ions radicalaires du plasma participent ensuite à des réactions chimiques qui donnent lieu à l’ionisation des molécules d’analyte.

## Formation d'ions
Les ions radicalaires présents dans le plasma en APCI+ sont principalement N2•+, O2•+, H2O•+ et NO•+ et en APCI- O2•-, O•-, NO2•-, NO3•-, O3•- et CO3•-. Ces ions primaires réagissent rapidement (~10−6 s) et transfèrent leur charge aux molécules de solvant pour produire des ions réactifs (R). Ceux-ci réagissent ensuite avec l’analyte (M) pour donner des ions selon les mécanismes de l’ionisation chimique. Le temps total de la réaction dans la source est de ~ 5×10−4 s. Les réactions primaires qui mènent à la formation d’ions dans une atmosphère de N2(g) en présence d’eau ont été reconnues comme un mécanisme de formation de l’ion hydronium. À pression atmosphérique il y a suffisamment d’eau pour que les principaux ions présents dans le gaz de transport sans l’effluent du LC ou sans l’analyte sont des ions agrégats du type (H2O)nH+. À 200 °C et avec N2(g) comme le gaz de transport et avec seulement de l’eau atmosphérique l’agrégat le plus abondant est l’ion (H2O)2H+, avec (H2O)3H+, H3O+, (H2O)NO+ et (H2O2)NO+ aussi présents. À pression atmosphérique en présence des quantités trace d’eau et d’azote, des ions moléculaires protonés sont formés par des réactions ion-molécule dans la phase gazeuse avec des ions agrégats d’eau.
Cependant, la présence d’autres substances dans l’effluent du LC ou des composés qui sont ajoutés sous forme de gaine liquide, peuvent aussi participer à des réactions d’ionisation chimique.
Les réactions en APCI sont divisées en : i) échange de charge, ii) capture d’électron et iii) réactions ion-molécule.

### L’échange de charge
Il se produit lorsqu'une réaction ion-neutre a lieu et que la charge est transférée au neutre. Ces réactions ont lieu lors de la collision d’un ion réactif ayant une énergie d’ionisation élevée et une molécule d’échantillon ayant une énergie d’ionisation plus basse. L’énergétique de l’échange de charge est déterminée par l’énergie d’ionisation de l’analyte neutre IE(M) et l’énergie de recombinaison de l’ion réactif, RE(R•+). L’ionisation d’un analyte par des réactions d’échange de charge s’effectue si RE(X+•) > IE(M) . Alors le chaleur de la réaction et par conséquent l’énergie interne minimale de l’ion moléculaire d’analyte est :
Le symbole ≥ indique la contribution additionnelle de l’énergie thermique. Pour résumer, aucun échange de charge est attendu si RE(X+•) < IE(M) ; principalement des ions M+• sont attendues si RER+• est légèrement au-dessus IEM et une fragmentation considérable aura lieu si RE(R+•) est notamment plus grand que IE(M). Heureusement, les différences entre RE et IE sont petites et les données de IE des ions réactifs peuvent être utilisés pour estimer leur effet [21]. Le transfert de charge peut être utilisé comme une méthode sélective d’ionisation. L’ion moléculaire du benzène a été utilisé comme ion réactif en APCI+ et l’ion O2•- est utilisé pour le transfert de charge dans le mode négatif.

### La capture d’électron
Cette réaction a lieu si des électrons thermiques sont présents dans la source d’ionisation. C'est un processus de résonance où un électron (e-) externe est incorporé dans l’orbitale d’un atome ou d’une molécule. Les e- ne sont pas fournis par les ions réactifs, ils bougent librement dans le gaz à une énergie thermique. Lorsqu’une molécule neutre interagit avec un e- ayant une énergie cinétique élevée, un ion radical positif est généré (par impact électronique). Si les e- ont moins d’énergie que la IE de la molécule neutre, la capture d’électron peut avoir lieu. Les ions résultants ont des énergies cinétiques entre 0 et 2 eV. L’énergétique de la capture d’électron est déterminée par l’affinité électronique de la molécule neutre. Comme l'IE d’une molécule est régie par l’atome avec la plus basse IE dans un neutre, l'EA d’une molécule est fondamentalement déterminée par l’atome avec la plus haute électronégativité. Des molécules ayant des groupements fonctionnels électronégatifs, comme des groupements carbonyles conjugués avec des liaisons doubles, groupements nitro ou des atomes halogènes alors sont ionisées par capture d’électron résonante, produisant des anions moléculaires, ou par capture d’électron dissociative produisant des ions fragments négatifs.

### Réactions ion/molécule
En APCI, la plupart des réactions ion-molécule sont basées sur la chimie acide-base dans la phase gazeuse. Dans le mode positif, le porteur dominant de la charge est le solvant protoné [S+H]+. À cause de l’abondance élevée du solvant et les fortes énergies de liaison ion-molécule (typiquement 1 eV pour les molécules liées par des ponts H), l’ion S2H+ est aussi considéré comme important (les complexes plus larges sont considérés comme moins abondants). Alors en APCI+ les ions réactifs sont des acides. Le réactif commun le plus fort est CH5+ qui n’est pas sélectif envers les molécules de l’échantillon. H3O+, CH3OH2+ et CH3CNH+ sont des acides intermédiaires. NH4+ est un acide faible sélectif. Pour l’opération dans le mode négatif, les ions réactifs sont des bases, OH- est une base forte, CH3O- et CH2CN- sont des bases intermédiaires et CH3COO- et Cl- sont des bases faibles.